# 香港警察徽章

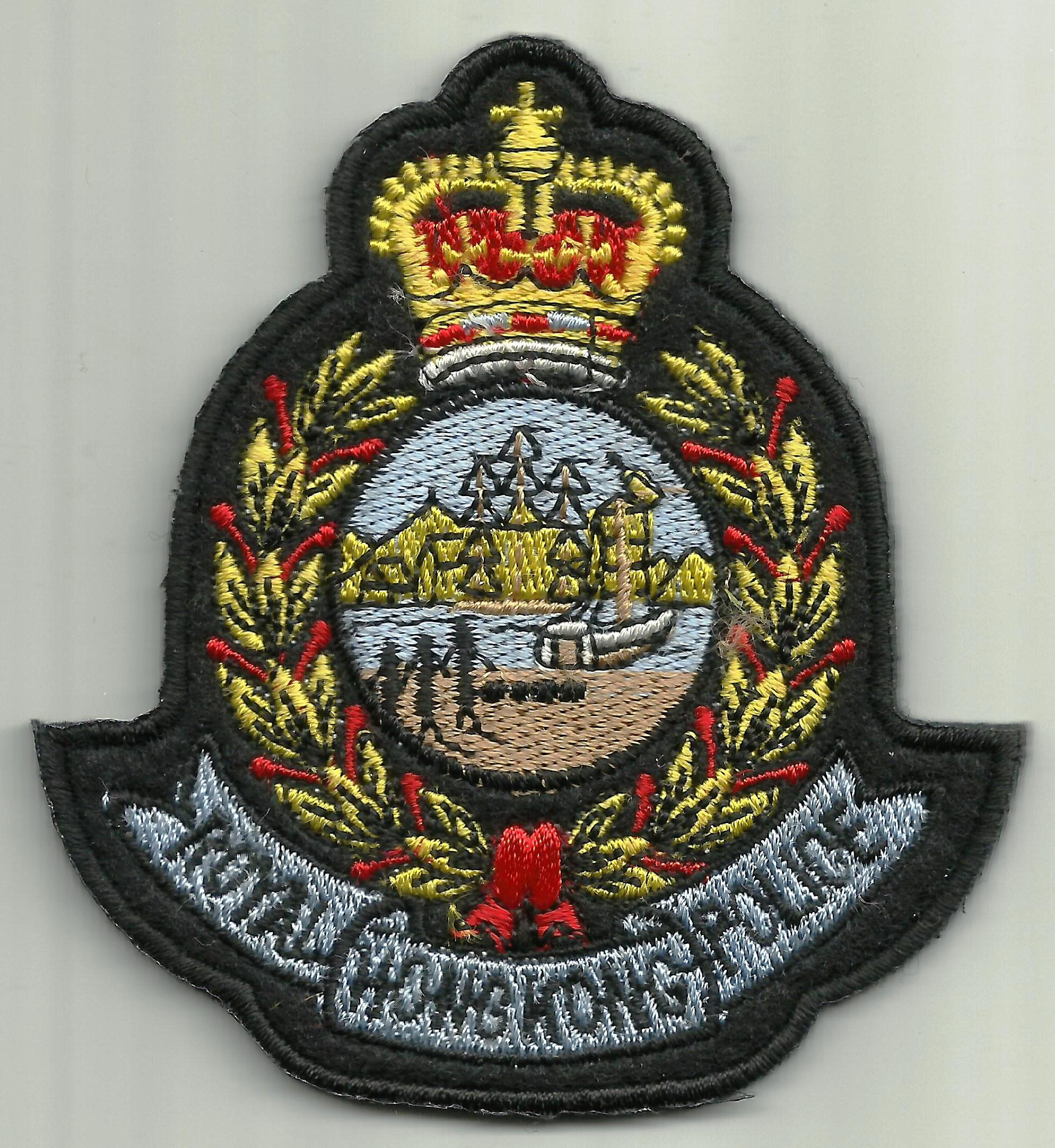
皇家香港警察隊曾經使用的徽章之一的紀念布章。（1969－1997）

香港開埠初期，香港警察徽章是以英國在位君主的皇冠為徽號，徽號隨著英國君主的遞嬗而有所改變。1910年喬治五世繼位英國國王，警隊自1910至1930年代皆以「GRI」作為警徽。「GRI」乃喬治五世的拉丁文縮寫，全寫為Georgivs V dei gra: britt:omn: Rex fid: def: Ind: Imp: ──意為托上帝鴻福，喬治，聯合王國及其海外治領國王，國教捍衛者暨印度皇帝（當時聯合王國國王同為英屬印度皇帝）。
以「英國國王兼印度皇帝」的拉丁縮寫作警徽的情況一直維持至1934年，自那年起，香港警隊正式擁其徽號。當年，助理警司畢明達建議警隊應該擁有獨特的徽號，於是畢明達就受命負責警徽的設計事務。縱然警隊自此有其徽號，惟皇冠式樣的警徽卻同時使用，情況一直維持至第二次世界大戰爆發前。
愛德華八世及喬治六世雖然先後於1936年登基成為國王，惟警隊徽號仍然維持原狀，直至1952年伊利沙伯二世即位女王後，警隊徽號略有改動。是故，1950至1960年代曾經有過兩個大同小異的警徽出現。至1969年，伊利沙伯二世賜封「皇家」二字予香港警察隊及香港輔助警察隊，及後警徽方有修改。這項工作當時落在警務處副處長韋磊夫身上。1969年後，香港警察徽章分為上下兩部份，上方以聖愛德華皇冠替代了原有的都鐸皇冠樣式，下方則是象徵香港開埠的阿群帶路圖。
沿用逾半個世紀的警徽於1997年香港回歸後有了第3度的改變。除了嘉禾得以保留外，其餘部分皆有所改動。聖愛德華皇冠被洋紫荊花取代，警徽中央的阿群帶路圖亦被香港島上五幢具代表性的建築物所代替，包括交易廣場、匯豐銀行、香港大會堂、中國銀行大廈以及警察總部警政大樓新翼。